# Läsjön (Särna socken, Dalarna)
Läsjön är en sjö i Älvdalens kommun i Dalarna och ingår i Dalälvens huvudavrinningsområde. Sjön har en area på 1,31 kvadratkilometer och ligger 496 meter över havet. Sjön avvattnas av vattendraget Horrmundsvallen (Björnån).

## Delavrinningsområde
Läsjön ingår i det delavrinningsområde (683354-136033) som SMHI kallar för Utloppet av Läsjön. Medelhöjden är 512 meter över havet och ytan är 4,97 kvadratkilometer. Räknas de 3 avrinningsområdena uppströms in blir den ackumulerade arean 24,98 kvadratkilometer. Horrmundsvallen (Björnån) som avvattnar avrinningsområdet har biflödesordning 3, vilket innebär att vattnet flödar genom totalt 3 vattendrag innan det når havet efter 516 kilometer. Avrinningsområdet består mestadels av skog (53 procent) och sankmarker (19 procent). Avrinningsområdet har 1,32 kvadratkilometer vattenytor vilket ger det en sjöprocent på 26,4 procent.